# Nyanzoka (periodiskt vattendrag)
Nyanzoka är ett periodiskt vattendrag i Burundi.   Det ligger i provinsen Muramvya, i den nordvästra delen av landet, 40 km nordost om huvudstaden Bujumbura.
Omgivningarna runt Nyanzoka är en mosaik av jordbruksmark och naturlig växtlighet. Runt Nyanzoka är det tätbefolkat, med 297 invånare per kvadratkilometer.